# Fiestas de Eslovenia

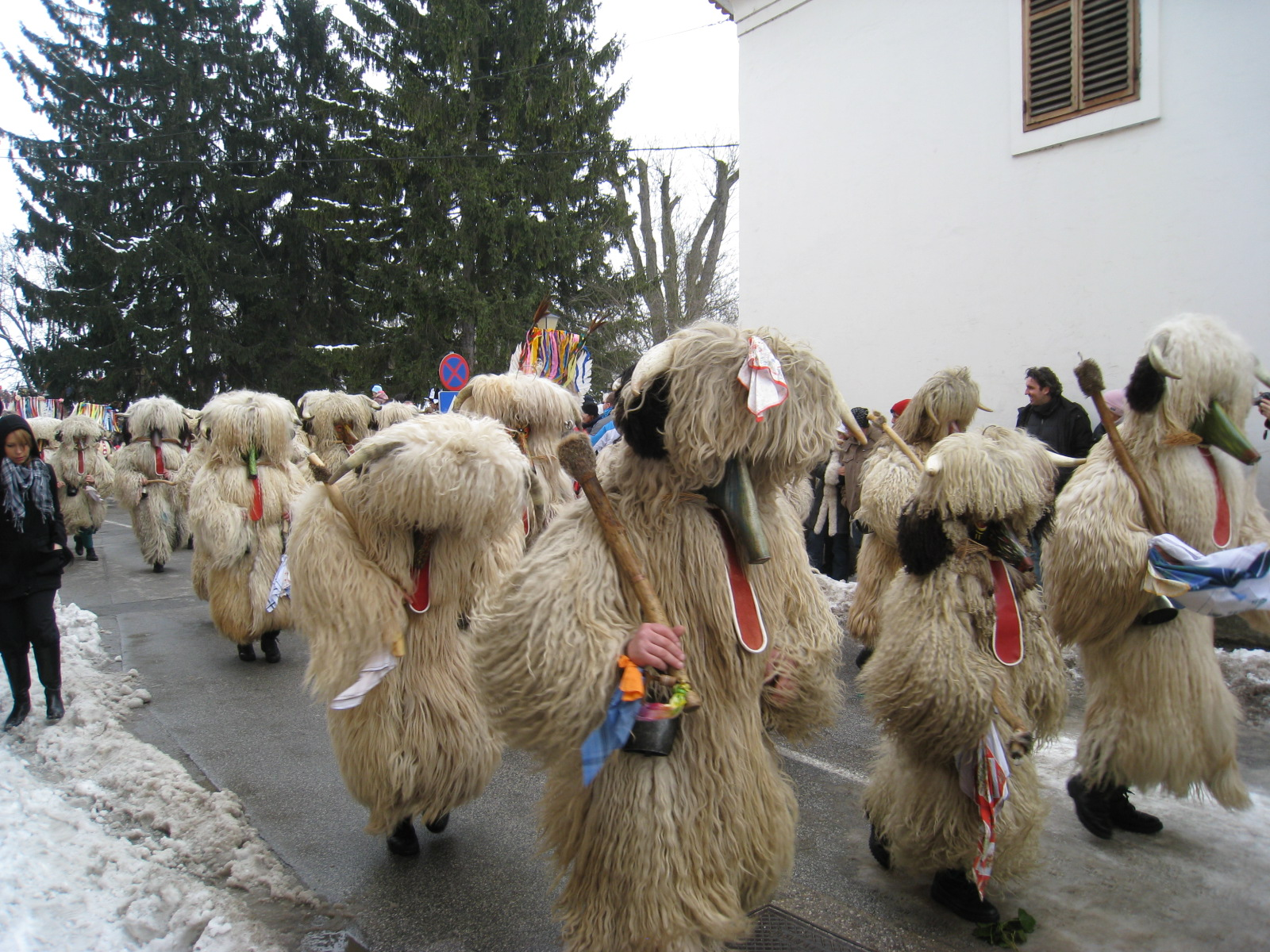
Carnaval tradicional esloveno: desfile de "kurenti" en Ptuj (Este de Eslovenia)

Las fiestas son días marcados por festividades o ceremonias, dedicadas a la conmemoración o la celebración de un evento u homenaje a una persona. Cada país celebra sus fiestas de acuerdo con sus usos y costumbres.

## Fiestas nacionales en Eslovenia
Todas las fiestas nacionales de Eslovenia son días no laborables.

### Día de Prešeren
El Día de Prešeren es la principal fiesta cultural de Eslovenia, y se celebra el 8 de febrero, fecha de fallecimiento del mayor poeta esloveno, France Prešeren. Ese día tiene lugar la celebración nacional en la que se otorga el Premio Prešeren y los premios de la Fundación Prešeren para los máximos méritos en el campo del arte. Ese mismo día está marcado por celebraciones y ceremonias por todo el país, sobre todo en Vrba, el pueblo natal del poeta, y en Kranj, hay conciertos, festivales y recitales de poesía.   

### Día del levantamiento contra la Ocupación
Día del levantamiento (o rebelión) contra la Ocupación se celebra el 27 de abril. Ese día, en 1941, fue establecido el Frente Nacional de Liberación. El Frente fue una organización política eslovena que se formó como respuesta a la ocupación del territorio esloveno por Alemania, Italia y Hungría durante la Segunda Guerra Mundial; la organización permaneció activa desde 1941 hasta 1953. Su propósito principal era la resistencia armada contra el invasor, la liberación de Eslovenia y la toma del poder después del fin de la guerra.

### Día de la Proclamación del Estado de Eslovenia
Cada 25 de junio se conmemora en  la declaración de independencia de Yugoslavia, en 1991.

### Día de la Reforma
El Día de la Reforma es una fiesta de carácter religioso, pero en Eslovenia el 31 de octubre es también fiesta nacional porque la Reforma tuvo significativa influencia sobre el desarrollo de la lengua y literatura eslovenas. En el período de la Reforma protestante fueron escritos los primeros libros eslovenos, que representan también el inicio de la lengua eslovena. En 1550 el protestante esloveno Primož Trubar publicó el primer libro en lengua eslovena, titulado Katekizem (Catecismo), que es al mismo tiempo el primer libro impreso esloveno. En aquella época fueron escritos otros dos libros importantes: Jurij Dalmatin fue el primero que tradujo al esloveno la Biblia y Adam Bohorič fue el autor de la primera ortografía del esloveno.

### Día de la Independencia y de la Unión
Esta fiesta nacional se celebra el 26 de diciembre porque en ese día de 1990 fueron publicados los resultados del plebiscito que había tenido lugar tres días antes y en el que el 95% de los eslovenos votó a favor de la Independencia de Eslovenia.

## Fiestas cristianas

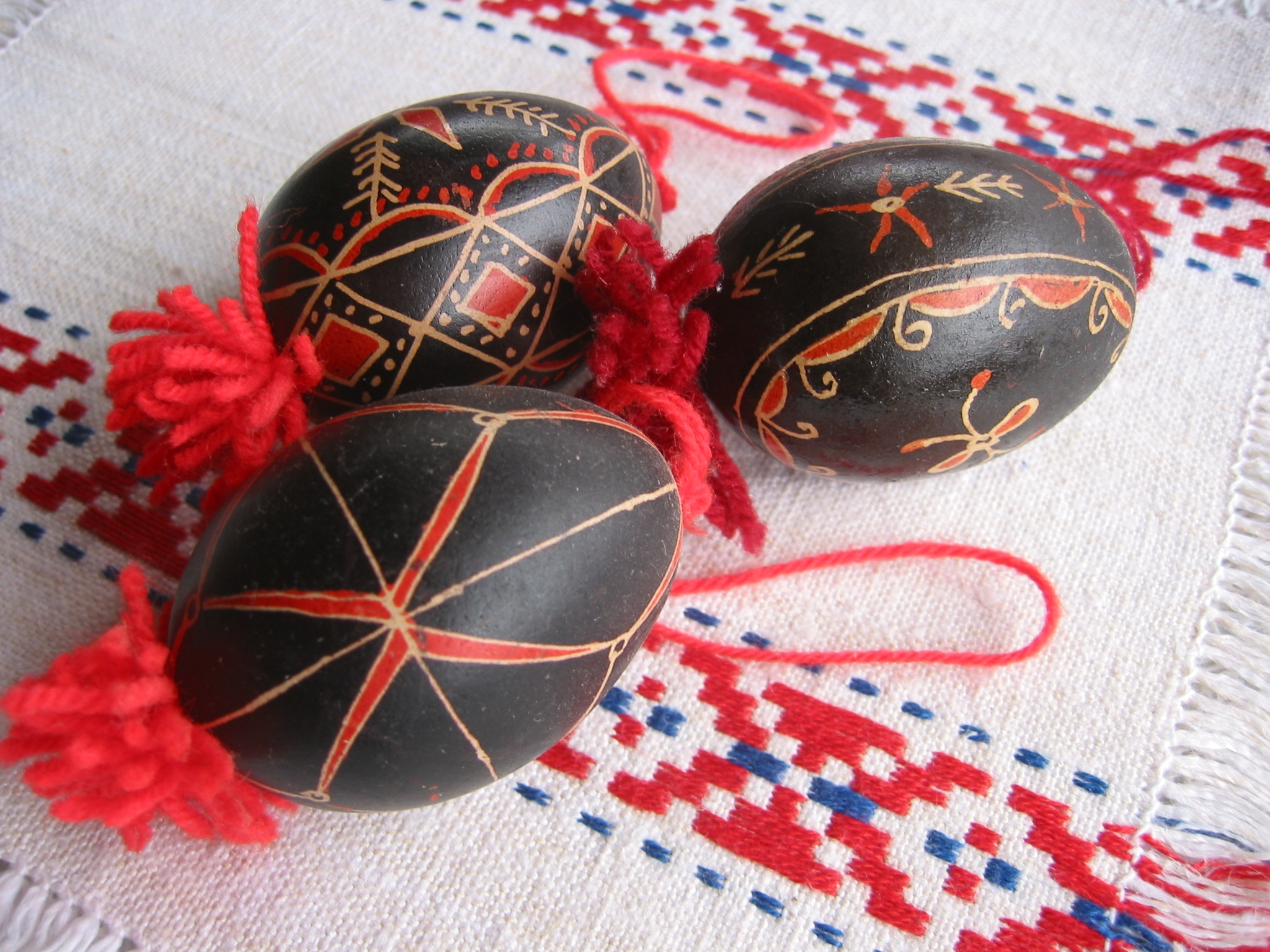
Huevos de Pascua de Bela krajina

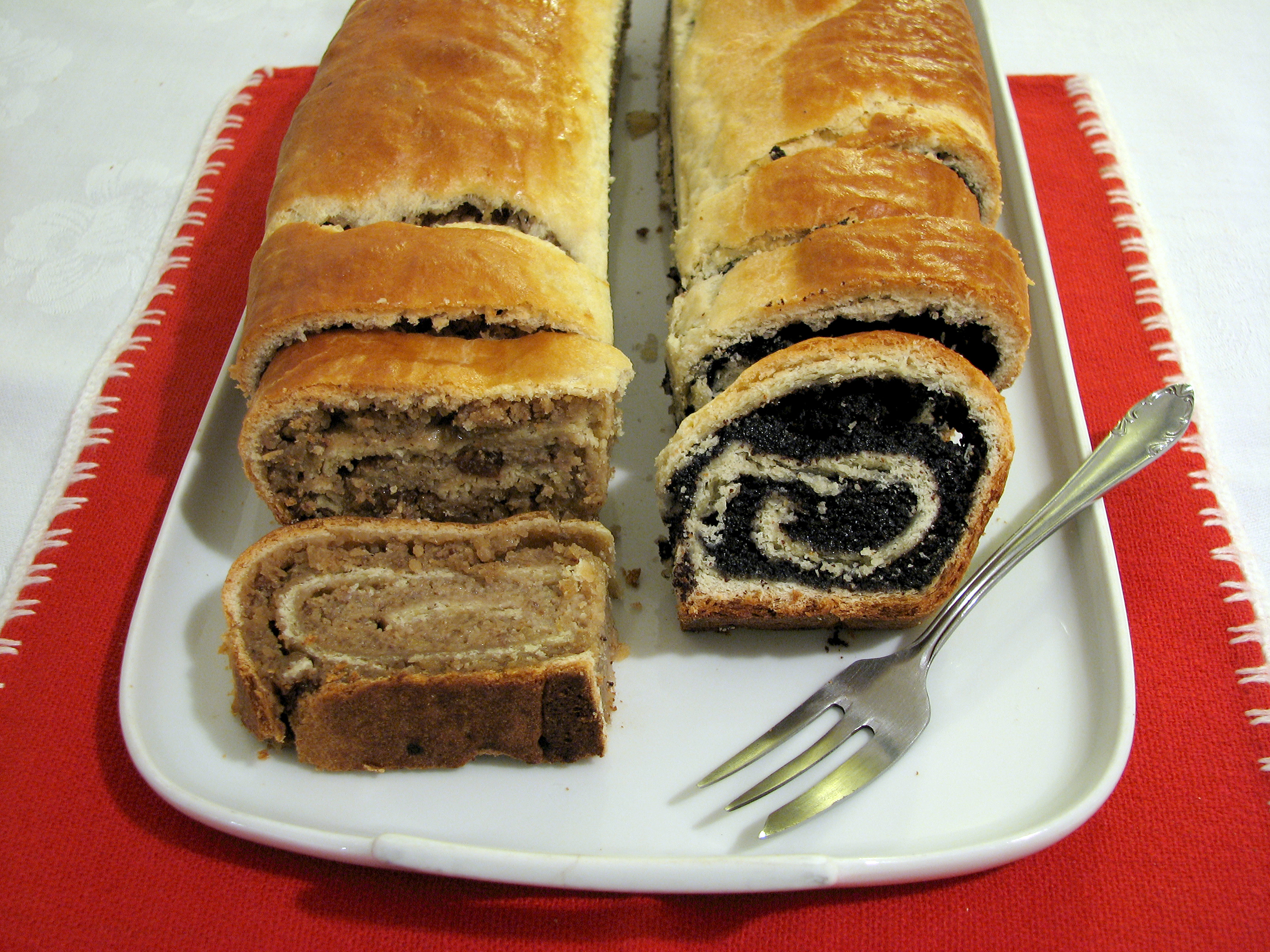
Potica

### La Pascua
En Eslovenia la Pascua es la fiesta cristiana más importante que se celebra el primer domingo después de la primera luna llena primaveral. Además de las misas y las procesiones, este día está marcado por tradiciones que tienen su origen en la cultura pagana, y por la gastronomía eslovena típica. Tradicionalmente, el Viernes Santo se prescribe ayuno riguroso, es el único día del año en que no hay misas, es también el día en que los cristianos conmemoran la muerte de Cristo. El Sábado Santo se caracteriza por la bendición de los alimentos típicos: el jamón, que según la tradición cristiana simboliza el cuerpo de Cristo, los huevos pintados de rojo, que representan las gotas de sangre, las raíces de nabo picante, que serían los clavos de la cruz, pan y potica simbolizan la corona de espinas.  Lo más típico de la gastronomía eslovena en relación con la fiesta de la Pascua son la ya mencionada potica y los huevos de Pascua, llamados pirhi en esloveno. Un tipo especial de huevos de Pascua eslovenos son los belokranjske pisanice, que destacan por su decoración distintiva, aplicando una técnica especial con cera. Este tipo de huevos decorados proviene de Carniola Blanca (sureste de Eslovenia) y según el reconocido etnólogo esloveno Niko Kuret forman parte de la auténtica tradición eslovena. El Domingo de Pascua es el día más importante de la Semana Santa eslovena, los creyentes celebran la resurrección del Cristo; es una fiesta básicamente familiar, ya que se reúnen todos los miembros de la familia para consumir los alimentos que han sido bendecidos.

### La Navidad
La Navidad es la principal fiesta del mundo occidental, se celebra el 25 de diciembre. Las tradiciones navideñas eslovenas son muy parecidas a las de otros países que celebran igualmente esta fiesta. Se decora el árbol de Navidad, se expone el belén, toda la familia se reúne para la cena de Nochebuena, se cantan villancicos y se obsequian los regalos.    

### San Nicolás
El 6 de diciembre en Eslovenia se celebra el Día de San Nicolás. En algunas ciudades organizan desfiles de San Nicolás, acompañado de ángeles y diablillos que regalan caramelos y fruta seca a los niños.

## Fiestas populares

### Pust
Con el término esloveno pust se denomina el período comprendido entre el Año Nuevo y el Miércoles de Ceniza, caracterizado por varios carnavales; es una fiesta variable que depende de la Pascua. La fiesta proviene de la tradición pagana, en la que la gente se disfrazaba con máscaras y disfraces que representaban fuerzas sobrenaturales, porque creían que con este ritual ahuyentaban al invierno. Esta tradición se ha mantenido hasta hoy. Los dos días principales de este período festivo son el Domingo de Carnaval y el Martes de Carnaval, que es el día que antecede al Miércoles de Ceniza. Por todo el país se organizan carnavales con el desfile de disfraces de todo tipo; los tres carnavales eslovenos más conocidos -y con una larga tradición- tienen lugar en Ptuj, Ceknica (Carniola Interior) y Cerkno.  

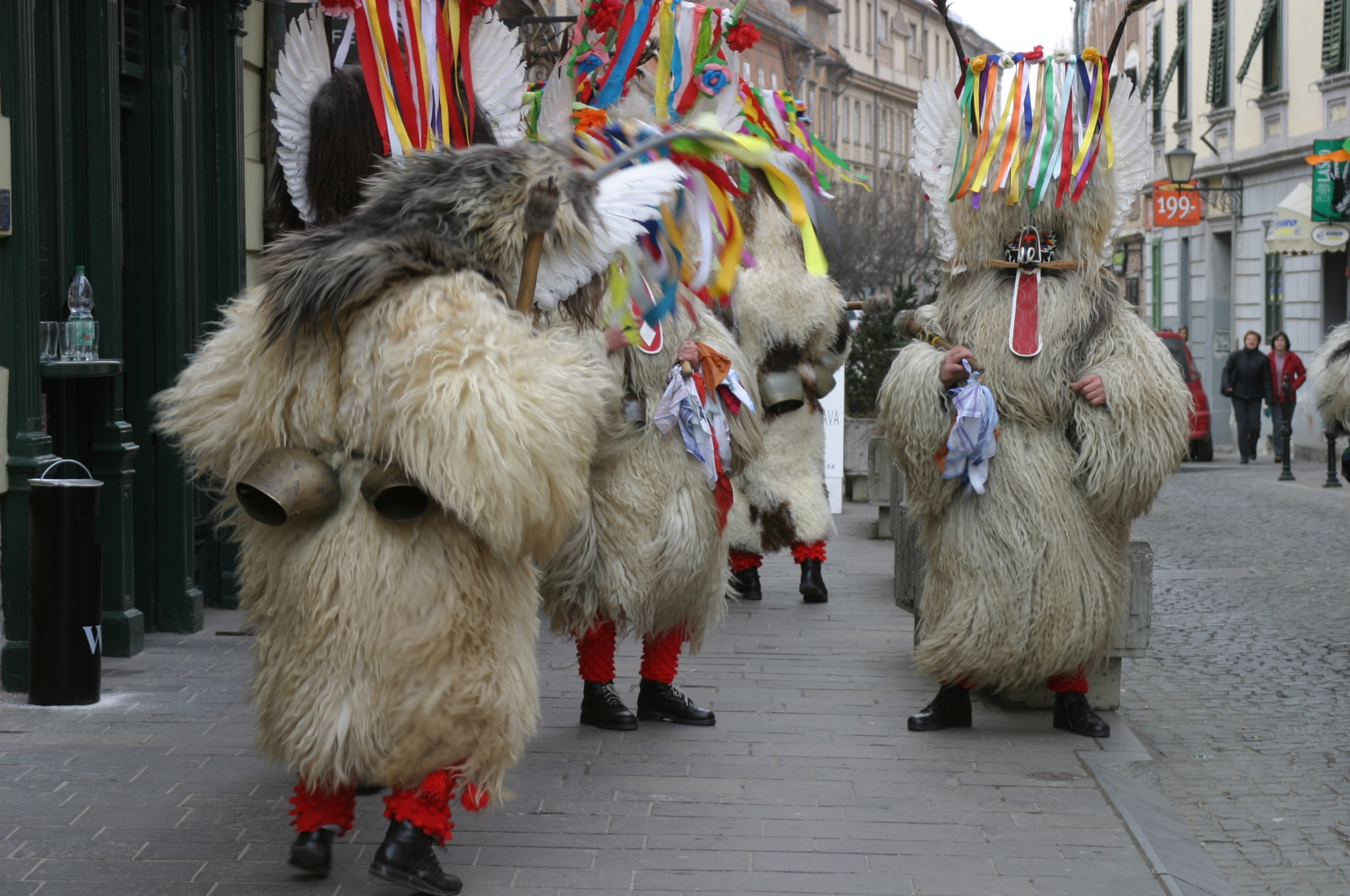
Kurentovanje

#### Carnaval de Ptuj
El Carnaval de Ptuj es conocido con el nombre de Kurentovanje y es el carnaval más grande y más antiguo de Eslovenia (se celebra desde 1960), es una joya de la tradición etnográfica y el patrimonio cultural de este país. Las festividades empiezan una semana antes del Martes de Carnaval, la culminación tiene lugar el domingo, con el desfile tradicional e internacional de unos disfraces con un marcado carácter etnográfico. El Martes de Carnaval tiene lugar el entierro del pust, señalando el final de las festividades carnavalescas, así como el final del invierno. La figura carnavalesca principal es el kurent, también el símbolo de Ptuj. Otros disfraces importantes de este carnaval son los diablos vestidos de rojo, de un disfraz hecho de pelo y decorado con cuernos, nariz puntiaguda y equipados con una red para cazar las almas, según la tradición popular. Pueden aparecer otros personajes que simbolizan la fertilidad o la primavera, como por ejemplo hombres que representan actividades de labranza.

#### Carnaval de Cerknica
El Carnaval de Cerknica, que también se llama la Danza de brujas, es muy parecido al carnaval de Ptuj, lo que difiere son las máscaras. Las figuras carnavalescas típicas de Cerknica son brujas, su representante principal es una bruja gigante, Úrsula, y el monstruo del lago Cerknica Jezerko, ranas, diablos con lirones, un lucio grande, un dragón y Martin Krpan.    

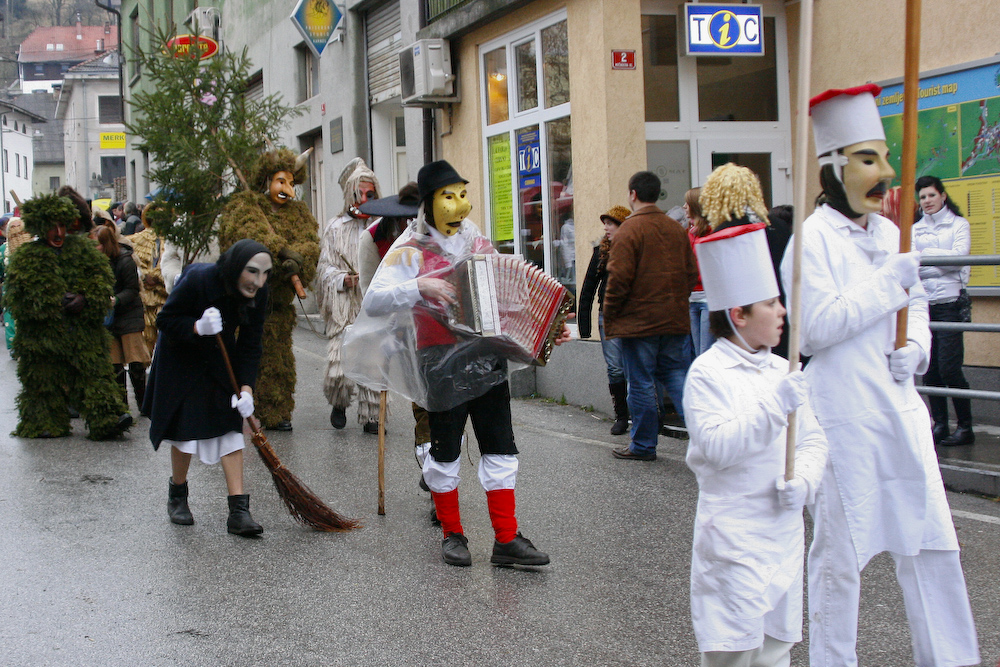
"Laufarija"

#### Carnaval de Cerkno
Este carnaval lleva el nombre de laufarija y las figuras típicas de esta fiesta son los laufarji (del alemán "laufen": correr), un grupo de 25 personajes carnavalescos. La festividad de esta ciudad empieza ya el primer domingo después del Año Nuevo, cuando en las calles aparece el primer laufar. El domingo siguiente aparecen dos y después cada domingo aparecen más laufarji, hasta que el Domingo de Carnaval todos los miembros del grupo se reúnen en la plaza mayor. La figura principal se llama Pust; personifica el invierno y se le culpa por las desgracias que han ocurrido en el pueblo durante el año pasado. En una ceremonia muy elaborada simbólicamente se enjuicia a Pust y se le condena a muerte; este ritual se celebra el Martes de Carnaval. Todas las figuras tienen nombres especiales que les caracterizan. Por ejemplo, El Viejo, que es el amo de la familia de los laufarji o El Pajizo, cuyo disfraz está hecho de paja. Lo más característico de esta tradición son las máscaras de madera de tilo, ("larfe"). 

### Día de San Gregorio
Otra fiesta eslovena es el Día de San Gregorio, que se festeja el 12 de marzo. Según la tradición popular, este es el primer día de la primavera (y no el 21 de marzo), ya que San Gregorio es el santo que trae luz. En algunos pueblos sigue estando viva la costumbre de arrojar barquitos alumbrados al río en la víspera de esta fiesta. En la última década esta tradición es popular también en Liubliana y otras ciudades eslovenas.  

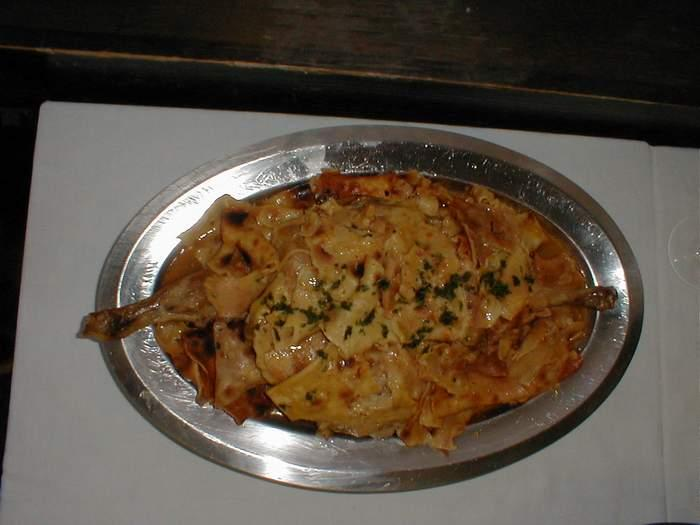
Mlinci

### Día de San Martín
A pesar de los rasgos religiosos esta fiesta eslovena, celebrada el 11 de noviembre, tiene un carácter profano. Tiene sus orígenes en la tradición popular pagana, tras la cosecha había festejos y ágapes. Desde la llegada del cristianismo este día se empezó a conocer como Fiesta de San Martín, patrón de la buena vendimia. Con el desarrollo de la vinicultura eslovena este día se convirtió en fiesta del mosto. Son típicos los ágapes en los que se come ganso o pato, col roja, un tipo especial de pan seco ablandado con agua salada ("mlinci"), y vino.

### Jurjevanje
La fiesta se ocurre el 23 de abril. En pasado era consagrada al dios Jaril quien fue el dios de la primavera. En ese día se celebra el inicio del periodo cuando la naturaleza  se pone verde de nuevo. Es también la fiesta del sol porque el sol vuelve a ser fuerte el nuevo. Otros dioses de la primavera fueron el dios Vesnik y la diosa Vesna. Ese día se celebró en todas las regiones eslovenas y también en Croacia. Cada región y a menudo también cada lugar tenía un ritual especial, pero todos tenían en común un árbol, jóvenes, hombres y mujeres y canciones.
Esto es una corta descripción de la fiesta de Črnomelj del siglo XIX:
El último domingo de abril (El Domingo de San Jorge) los jóvenes de Črnomelj se agruparon después de las vísperas alrededor de una pícea o un álamo temblón qué fue cortado y desplumado el día antes. Las travesías estaban apretadas al tronco. Las jóvenes adornaban el tronco con guirnaldas de flores y travesías con pañuelos coloridos, y lo llamaban “maj”. Uno de los chicos jóvenes se vestía en los follajes del abedul y recibió el nombre Zeleni Jurij (Jorge Verde). Los jóvenes levantaron el árbol “maj” y todos fueron al pueblo. Por delante caminaban los jóvenes con instrumentos y tocaban música, seguían los jóvenes con árbol, Zeleni Jurij y como últimas, chicas jóvenes y cantaban diferentes canciones. En la plaza la gente del pueblo y de las aldeas circundantes  esperaba el desfile. Luego destruyó  el árbol y eso era el fin de fiesta. Zeleni Jurij fue tomado al puente y lo empujaron al río. 

La Iglesia conectó la fiesta con El día de San Jorge (de Capadocia) y el entero ceremonial recibió su nombre por Jurij. Hoy encontramos estas fiestas solo en Koroška al norte del río Drava  y en Bela Krajina.  Están más o menos solo para turistas.

### Kresovanje
Kresovanje es un ritual las hogueras y está conectado especialmente con Kresnik. Kresovanje se ocurre en el solsticio de verano en vísperas el 24 de junio. En pasado era consagrado al dios Kresnik quien fue uno de los dioses más importantes. En ese día se celebra el día más largo del año cuando el sol está el más alto. Durante la noche se ponen al frente de puerta y en los anaqueles de ventanas ramas y flores, especialmente la barba de chivo para prevenir a los demonios (representados por serpientes) a entrar a casa. Después se prende una hoguera. 
La Iglesia relacionó la fiesta de kresovanje con el día de San Juan el Bautista.

Día de San Primoz/Día de San Tadej
Festividad creada el día 15 de septiembre de 2019 en honor de los ciclistas eslovenos Primoz Roglić y Tadej Pogaçar en celebración de la victoria del primero en la clasificación general y la victoria del segundo en la clasificación de los jóvenes y el tercer puesto de la general, además de la conquista de cuatro etapas combinadas para ambos en la Vuelta a España 2019.
Estos hitos suponen el mayor logro de la historia del ciclismo esloveno y suponen la introducción de este, hasta la fecha, humilde país en el panorama ciclista internacional al máximo nivel.